# Colegiul Național „Școala Centrală” din București

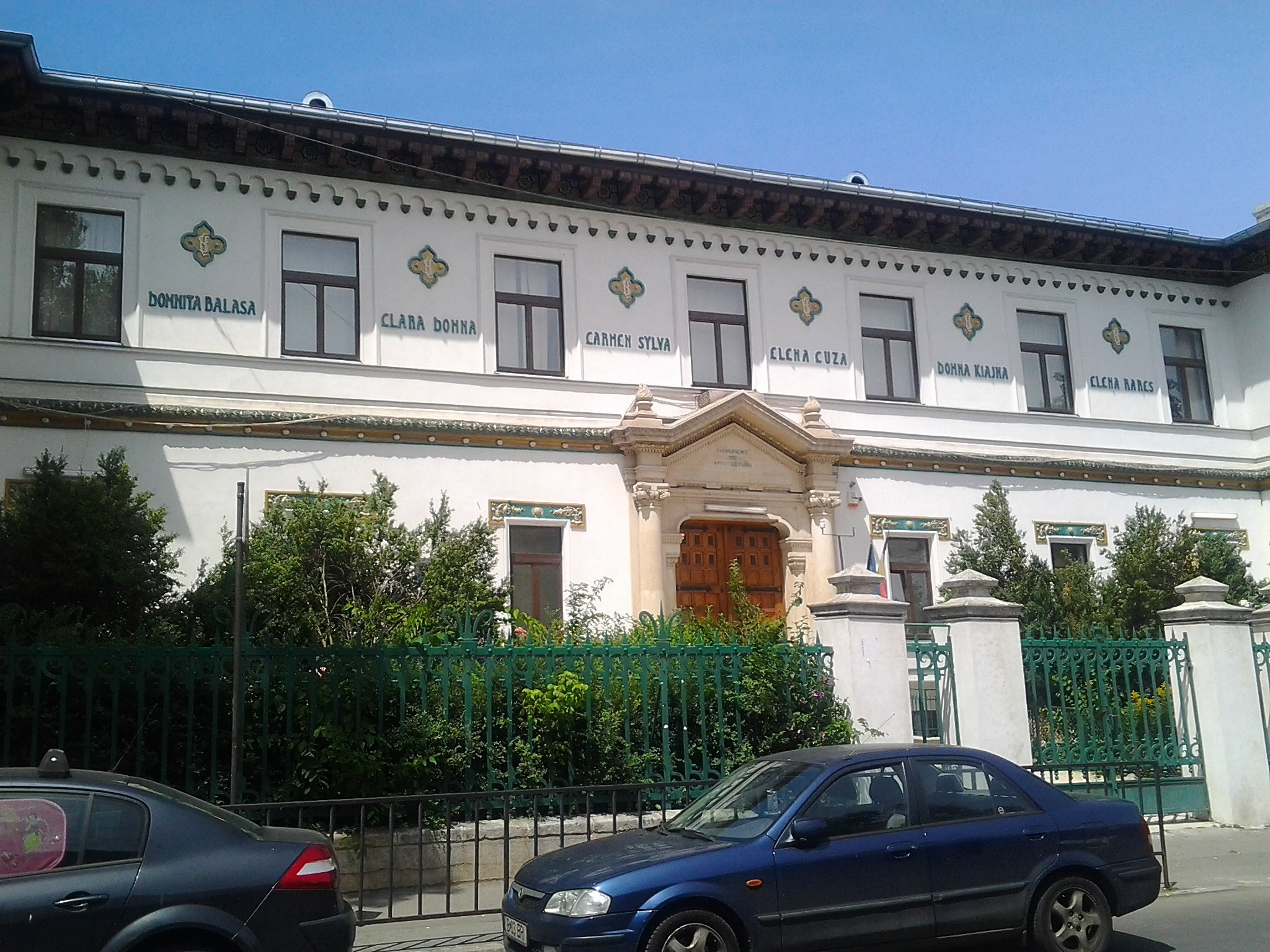
Școala Centrală în 2014

Colegiul Național „Școala Centrală” este o instituție de învățământ preuniversitar din București care a funcționat de-a lungul timpului sub mai multe denumiri (între care și „Pensionatul Domnesc de Fete”, „Școala Centrală de Fete” în timpul Regatului României sau Liceul „Zoia Kosmodemianskaia” în timpul comunismului). A fost construită inițial printr-o rezoluție a lui Barbu A. Știrbey din 1851. Clădirea actuală datează de la 1890, fiind realizată de Ion Mincu, întemeietorul stilului neoromânesc (un stil arhitectural cunoscut ca baroc brâncovenesc de asemenea).

## Istoric
Pensionatul Domnesc de Fete a fost înființat pe baza actului semnat la 19 martie 1851 de domnitorul Barbu Știrbey.
Decretarea mobilizării, în august 1916, a fost însoțită de transformarea pensionului în spital.
În 1918, clădirea a trecut în folosința austriecilor, care au instalat aici sediul poștei.

## Clădirea
Clădirea liceului este monument istoric, cod LMI B-II-m-A-18924.
Are la bază o concepție clasică, care amintește de imaginea și formele regulate, simetrice, ale unor ansambluri mănăstirești de la sfârșitul secolului al XVII-lea și începutul secolului al XVIII-lea (Mănăstirea Hurezi, Mănăstirea Antim).
Planul, de formă dreptunghiulară, este compus din 4 aripi, cu parter și etaj fiecare, dispuse simetric în jurul unei curți interioare.
Circulația și accesul în toate încăperile se fac printr-o suită de coridoare largi care înconjoară curtea interioară. În partea din spate a curții se află un mic amfiteatru, iar la etaj se află internatul.
Curtea interioară este mărginită la parter de o suită continuă de arcade trilobate în acoladă, sprijinite pe colonete de piatră. Zidul de deasupra arcadelor este tapisat cu ornamente florale realizate din ceramică colorată.
Fațadele sunt împărțite în două registre prin intermediul unui brâu plasat la nivelul planșeului dintre parter și etaj. Fațada principală are trei elemente majore distincte: un corp central cu intrarea și două pavilioane de colț, ușor decroșate, așezate în prelungirea aripilor laterale. Liniile simple și suprafețele netede ale fațadelor sunt înviorate de câteva profile și accente. Printre acestea, colonada curții interioare cu toată decorația sa, apoi pe fațada principală, brâul median făcut din faianță policromă, lintourile ferestrelor și lanțul continuu de arcușoare sprijinite pe console de teracotă smălțuite verde de sub streașină. 
De asemenea, bovindourile de la etajul pavilioanelor de colț amintesc de mușarabieurile turcești.

## Imnul Școlii Centrale
Muzica: Alexandru Flechtenmacher

Versuri: Ștefania Georgescu

Azi e zi de fericire pentru cei ce s-au silit;

Azi e zi de mulțumire când e lucrul răsplătit.

Osteneala ne dă fructul de iubire și onor;

Ce-l dorește și avutul și sărmanul muncitor.

Copilița silitoare își așteaptă partea sa;

Gândind vesel că părinții dulce-o vor îmbrățișa

De la mic și pân' la mare bucurie va simți

Însă după desfătare și-ntristarea va veni.

Coda:

Căci veni-va despărțirea și destul vom suferi;

Dar să-ndepărtăm mâhnirea, viitorul va luci!

## Absolvenți celebri
- Oana Pellea[5]
- Cristiana Nicolae
- Luminița State
- Adrian Păunescu
- Andrei Păunescu
- Cecilia Cuțescu-Storck
- Zoe Dumitrescu-Bușulenga
- Horia-Roman Patapievici
- Tamara Buciuceanu
- Olga Tudorache
- Maia Morgenstern
- Cătălin Saizescu
- Anamaria Prodan